# Crevichon

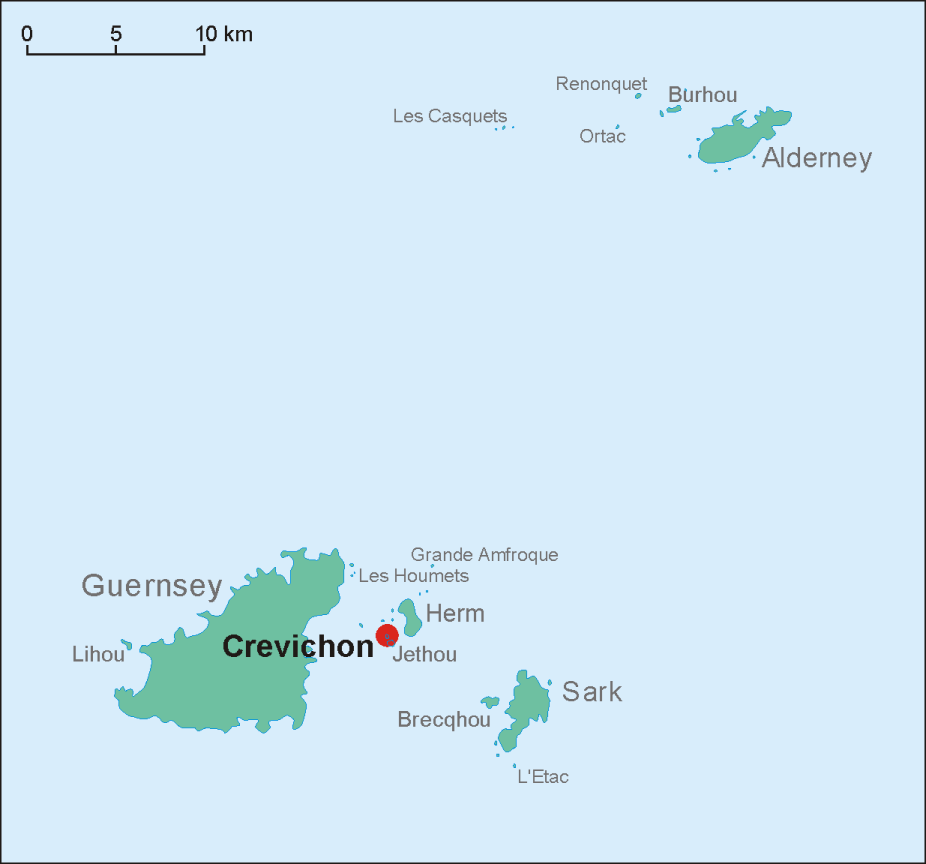
Mapa de localização de Crevichon

Crevichon é um ilhéu na costa oeste de Herm, próximo ao norte de Jethou, nas Ilhas do Canal
De acordo com  S.K. Kellett-Smith, significa "ilha de caranguejos, lagostins ou cranes". Como outros nomes da região, possui origem normanda. Mil anos atrás, o nível do mar estava três metros abaixo da média atual, o que fazia estas criaturas mais abundantes por ali.

## Geografia
A ilha possui 212 por 168 metros, com uma área aproximada de menos de três hectares. A distância até Jethou é de 215 metros.

## História

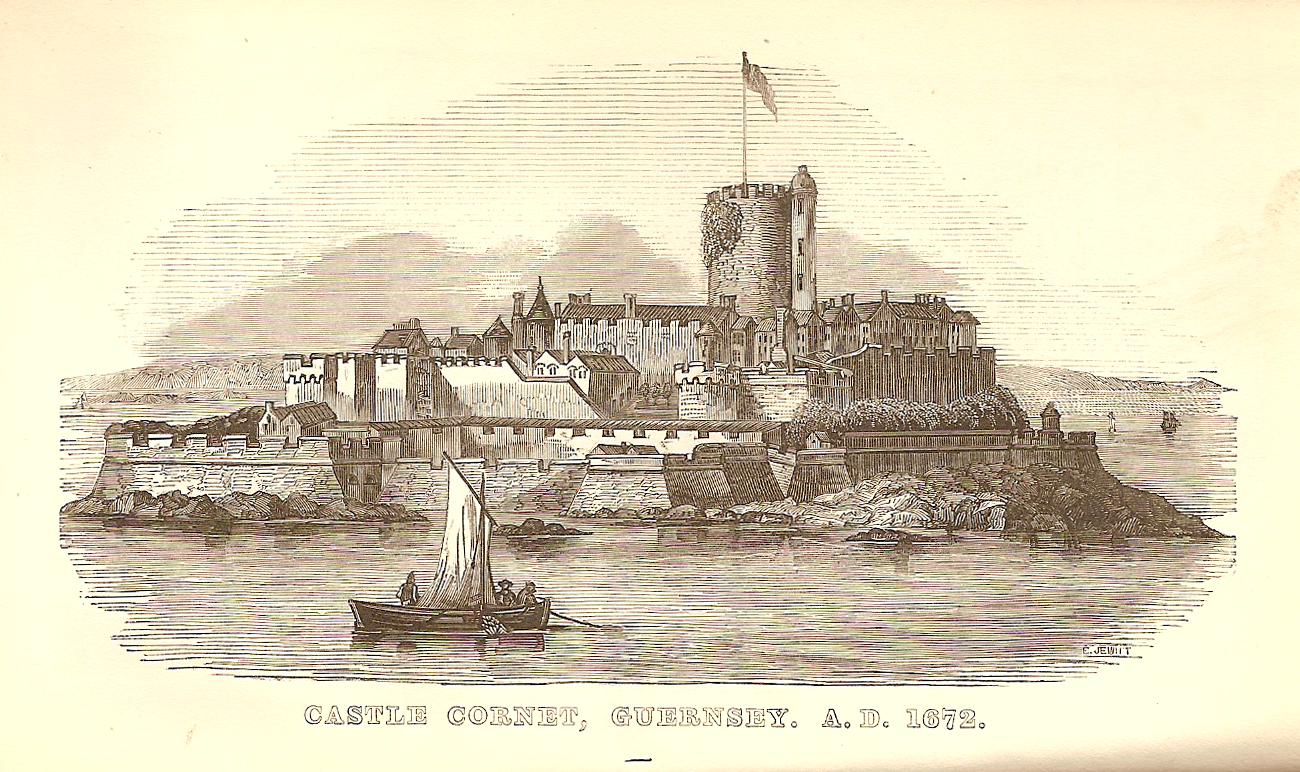
Uma gravura do Castelo de Cornet (situado em Guernsey) em 1672, mostrando a estrutura que foi destruída por uma explosão mais tarde naquele ano. Muitas de suas pedras vieram de Crevichon

Um ilustração do século XVI, agora no Museu Britânico, mostra Crevichon como um ilhéu arborizado.
O professor John Le Patourel, em The Building of Castle Cornet, menciona que em 1566 ferro e martelos foram levados a "Creavissham", e a ilha foi transformada em pedreira para a construção do castelo. A pedreira tem sido usada intermitentemente desde então, fazendo a ilhota menos visível; Para lidar com isso, um marco 15 pés (4,5 metros) foi erguido em seu ponto mais alto. Crevichon pode ter fornecido o granito para os degraus da Catedral de São Paulo em Londres.

### Destroços
Em 1953, Victor Coysh diz que viu os destroços de um bombardeiro alemão, do tempo da ocupação (1940-1945). A aeronave alemã caiu em Crevichon em 19 de novembro de 1940, matando toda a tripulação de 11 pessoas era um Heinkel He 111 que, ou foi abatido por um caça britânico quando vinha da França para bombardear a costa sul do Reino Unido, ou que teve problemas mecânicos durante o voo. Outros destroços incluem o Courier, uma embarcação a vapor de Guernsey, que encalhou em Crevichon em 1905 com 80 passageiros.